# تخصیص فرکانس
تخصیص فرکانس (به انگلیسی: Frequency allocation) (یا تخصیص طیف (به انگلیسی: spectrum allocation)) بخشی از مدیریت طیف است که با تعیین و تنظیم‌مقررات طیف الکترومغناطیسی به باندهای فرکانسی سروکار دارد که معمولاً توسط دولت‌ها در اکثر کشورها انجام می‌شود. از آنجا که انتشار رادیویی در مرزهای ملی متوقف نمی‌شود، دولت‌ها به دنبال هماهنگ‌کردن تخصیص باندهای آراِف و استانداردسازی آنها بوده‌اند.

## تعریف آی‌تی‌یو
اتحادیه بین‌المللی مخابرات، تخصیص فرکانس را به‌عنوان «یک باند فرکانسی معین به منظور استفاده توسط یک یا چند سرویس ارتباط رادیویی زمینی یا فضایی یا سرویس اخترشناسی رادیویی تحت شرایط مشخص» تعریف می‌کند.
تخصیص فرکانس نیز یک اصطلاح خاص است که در مدیریت فرکانس ملی استفاده می‌شود. اصطلاحات دیگر عبارتند از:
| فرکانس توزیع به:     | زبان‌های آی‌تی‌یو          | زبان‌های آی‌تی‌یو       | زبان‌های آی‌تی‌یو           | زبان‌های آی‌تی‌یو           | زبان‌های آی‌تی‌یو | زبان‌های آی‌تی‌یو | زبان‌های آی‌تی‌یو               | آی‌تی‌یو آرآر (مقاله) |
| فرکانس توزیع به:     | فرانسوی                 | فارسی                | انگلیسی                  | اسپانیایی                | عربی           | چینی‌ها         | روسی                         | آی‌تی‌یو آرآر (مقاله) |
| خدمات ارتباط رادیویی | attribution (attribuer) | تخصیص (اختصاص‌دادن)   | allocation (to allocate) | atribución (atribuir)    |                | 划分           | распределение (распределять) | 1.16                |
| مناطق یا کشورها      | allotisement (allotir)  | واگذاری (واگذارکردن) | allotment (to allot)     | adjudicación (adjudicar) |                | 分配           | выделение (выделять)         | ۱٫۱۷                |
| ایستگاه رادیویی      | assignation (assigner)  | سهم‌بندی (تسهیم)      | assignment (to assign)   | asignación (asignar)     |                | 指配           | присвоение (присваивать)     | ۱٫۱۸                |

## ارگان‌ها
چندین ارگان استانداردهایی را برای تخصیص فرکانس تعیین می‌کنند، از جمله:
- اتحادیه بین‌المللی مخابرات (ITU)
- کنفرانس اروپایی مدیریت پست و مخابرات (CEPT)
- کمیسیون مخابرات بین آمریکایی (CITEL)

برای بهبود هماهنگی در استفاده از طیف، بیشتر تخصیص خدمات در جداول ملی تخصیص فرکانس و استفاده در مسئولیت اداره ملی مربوطه گنجانده شده‌است. تخصیص‌ها عبارتند از:
- اولیه
- ثانوی
- استفاده انحصاری یا مشترک، در حیطه مسئولیت مدیریت ملی.

تخصیص استفاده نظامی مطابق با مقررات رادیویی ITU خواهد بود. در کشورهای ناتو، استفاده از سیار نظامی مطابق با توافقنامه مشترک فرکانس غیرنظامی/نظامی ناتو (NJFA) انجام می‌شود.

## مثال‌ها
برخی از باندهای فهرست شده (به عنوان مثال، آماتور ۱٫۸–۲۹٫۷ مگاهرتز) دارای شکاف هستند / تخصیص پیوسته نیستند.
| منبع                     | فرکانس (MHz) | توان تابشی نمونه (kW) | بلندا (تقریبی) |
| ------------------------ | ------------ | --------------------- | -------------- |
| بی‌سی‌بی موج بلند (EU)     | ۰٫۱۵۰–۰٫۲۸۵  | ۳۲۰                   |                |
| ای‌ام بی‌سی‌بی (EU & J)     | ۰٫۵۲۵–۱٫۶۰۵  | ۵۰۰                   | ۶۳۰            |
| ای‌ام بی‌سی‌بی (US)         | ۰٫۵۳۰–۱٫۷۱۰  | ۵۰                    |                |
| آماتور                   | ۱٫۸–۲۹٫۷     | ۰٫۱۶ (سیار)           | ۱۵             |
| باند شهروندان            | ۲۶٫۹–۲۷٫۴    | ۰٫۰۰۴                 | ۱۲             |
| آماتور                   | ۲۸–۳۰        | ۰٫۲ (سیار)            | ۱۰             |
| سیار زمینی               | ۲۹–۵۴        | ۰٫۱                   |                |
| آماتور                   | ۵۰–۵۴        | ۰٫۲ (سیار)            | ۶              |
| تلویزیون پایین وی‌اچ‌اف    | ۵۴–۸۸        | ۱۰۰                   |                |
| سیار زمینی (EU)          | ۶۵–۸۵        | ۰٫۱                   |                |
| اف‌ام بی‌سی‌بی (J)          | ۷۶–۹۰        | ۴۴                    |                |
| اف‌ام بی‌سی‌بی (US & EU)    | ۸۸–۱۰۸       | ۱۰۵                   |                |
| هواپیما                  | ۱۰۸–۱۳۶      | ۱                     |                |
| سیار زمینی (EU)          | ۱۲۰–۱۶۰      | ۰٫۱                   |                |
| سیار زمینی               | ۱۳۲–۱۷۴      | ۱۸–۱۰۰                |                |
| سیار زمینی (J)           | ۱۴۲–۱۷۰      |                       |                |
| آماتور                   | ۱۴۴–۱۴۸      | ۰٫۲ (سیار)            | ۲              |
| تلویزیون بالای وی‌اچ‌اف    | ۱۷۴–۲۱۶      | ۳۱۶                   |                |
| سیار زمینی               | ۲۱۶–۲۲۲      | ۰٫۲                   |                |
| آماتور                   | ۲۲۲–۲۲۵      | ۰٫۱ (سیار)            | ۱٫۲۵           |
| سیار زمینی (J)           | ۳۳۵–۳۸۴      |                       |                |
| سیار زمینی               | ۴۰۶–۵۱۲      | ۰٫۱                   |                |
| سیار زمینی (J)           | ۴۵۰–۴۷۰      |                       | .۷۰            |
| آماتور                   | ۴۳۰–۴۵۰      | ۰٫۱ (سیار)            |                |
| تلویزیون یواچ‌اف          | ۴۷۰–۸۰۶      | ۵۰۰۰                  |                |
| سیار زمینی               | ۸۰۶–۹۴۷      | ۰٫۰۳۵                 | .۳۳            |
| ای‌ام‌پی‌اس سلولی           | ۸۰۶–۹۴۷      | ۰٫۰۰۳                 | .۳۳            |
| آماتور سیار زمینی جی‌پی‌اس | ۱۲۰۰–۱۶۰۰    |                       | .۲۳            |
| پی‌سی‌اس سلولی             | ۱۷۰۰–۲۰۰۰    | ۰٫۰۰۳                 |                |
| آی‌اس‌ام بلوتوث وای-فای    | ۲۴۰۰–۲۵۰۰    | ۰٫۰۰۰۰۰۲۵             |                |

- بی‌سی‌بی مخفف باند پخش‌همگانی، پخش‌همگانی اخبار تجاری رادیویی و موسیقی است.